# Epalpus ochraceus
Epalpus ochraceus là một loài ruồi trong họ Tachinidae.